# Tour della nazionale maschile di rugby a 15 degli Stati Uniti d'America 1998

## In Portogallo e Spagna
Nell'Aprile 1998, la nazionale di rugby a 15 degli Stati Uniti si reca nella penisola iberica, per una serie di Match.
Il bilancio è di tre partite tutte vinte
| Lisbona 1º aprile 1998 | Portogallo U.22 | 7 – 50 | Stati Uniti XV |  |

| Arbitro: | Aguirre |

| |            | |
| mete: Rocha | Marcatori  | mete: Anitoni 4 Kennedy, Saulala Scharrenberg 2, 1 meta tecnica trasf.: Alexander 5 c.p.: Alexander 2 |
| 15 Rohan Hoffman 14 Ricardo Nunes 13 Salvador Amaral 12 Sergio Azevedo 11 Joao Varela 10 Nuno Mourao 9 Francisco Rocha 8 Marcelo D'Orey Branco 7 Eduardo Correia 6 Rui Chanca 5 Pedro Rogerio Arsenio 4 Manuel Ribeiro 3 Paulo Marques 2 Paulo Silva 1 Joaquim Ferreira (c) sostituti: Goncalo Alpoim Joao Baptista Manuel Melo Goncalo Neto Abel Pinto Miguel Portela de Morais | Formazioni | 15 Chris Morrow 14 Vaea Anitoni 11 Dan Kennedy 13 Tini Saulala 12 Mark Scharrenberg 10 Matt Alexander 9 Andre Bachelet 8 Rob Lumkong 7 David Care 6 Dave Hodges 5 Luke Gross 4 Alec Parker 3 Ray Lehner 2 Tom Billups (c) 1 John McBride sostituti: Jay Wilkerson |

| El Puerto de Santa Maria 12 aprile 1998                                               | Spagna    | 3 – 49                    | Stati Uniti |  |
| \| \| \| \| \| mete: trasf.: c.p.: Drop: \| Marcatori \| mete: trasf.: c.p.: Drop: \| |           |                           |             |  |
|                                                                                       |           |                           |             |  |
| mete: trasf.: c.p.: Drop:                                                             | Marcatori | mete: trasf.: c.p.: Drop: |             |  |

## Alle Isole Figi
| 21 luglio 1998 | Figi Warriors | 72 – 10 | Stati Uniti XV |  |

| Arbitro: | Chris White |

| |            | |
| Bari, Lasagavibau | mt         | |
| Little | tr         | |
| Little, Serevi | c.p.       | Willians 3 |
| 15.Jone Waqabitu 14.Fero Lasagavibau 13.Lemeki Koroi 12.Sale Sorovaki 11.Manasa Bari 10.Nicky Little 9.Sami Rabaka Nasagavesi 8.Alfi Mocelutu Vuivau 7.Samu Saumaisue 6.Apenisa Naevo 5.Emori Katalau 4.Simon Raiwalui 3.Dan Rouse 2.Greg Smith (rugby) (cap) 1.Joeli Veitayaki sostituti: 16.Waisale Serevi 18.Ifereimi Tawake 19.Meli Nakauta Non entrati : 17.Jacob Rauluni 20.Mosese Taga 21.Isaia Rasila 22.Ilie Tabua Tamanivalu | Formazioni | 15.Andre Blom 14.Vaea Anitoni 13.Juan Grobler 12.Ray Green 11.Brian Hightower 10.Mark Williams (rugby) 9.Britt Howard 8.Tasi Mo'unga 7.Rob Lumkong 6.Dave Hodges 5.Alec Parker 4.Luke Gross 3.George Sucher 2.Tom Billups (cap) 1.John McBride sostituti: Richard Tardits Cliff Vogl Non entrati : Kevin Dalzell Ray Lehner Kirk Khasigian |